# Cerro de Reyes
Cerro de Reyes es un barrio de la ciudad de Badajoz, en la comunidad autónoma de Extremadura (España).
Recibe su nombre de "Pepe Reyes", nombre popular de Don José Bas Rojas, antiguo propietario de los terrenos donde el barrio se asienta.
Su hijo, Don Ramón Bas Mirón (fallecido en junio de 2003), costeó la construcción de la parroquia de Jesús Obrero.
Esta barriada resultó gravemente perjudicada en las riadas de noviembre de 1997. Hoy en día, la barriada ha sido sustituida por el Nuevo Cerro de Reyes, situado a menos de 1 km de su ubicación inicial. Hoy en día aun se pueden ver en el barrio construcciones a medio derruir que provienen de la riada, dada la dejadez de las autoridades regionales.
Contaba este barrio con un equipo de fútbol en 2ª división B, la Agrupación Deportiva Cerro de Reyes Badajoz Atlético.
- Datos: Q5763343